# Casa de Italia (Viña del Mar)
La Casa de Italia es una edificación ubicada en calle Álvarez, en la ciudad de Viña del Mar, Chile. Fue construida a fines de 1916 como residencia de la familia Werner, y en 1966 fue adquirida por la colonia italiana para servir como punto de encuentro de la colectividad.
Fue declarada Monumento Nacional de Chile en 2017, en la categoría de Monumento Histórico.

## Historia
Carlos Werner, senador y dueño de la fábrica de paños Bellavista Tomé, quiso establecer su domicilio en Viña del Mar alrededor de 1916. Para ello adquirió en dicha ciudad tres sitios colindantes a las hermanas Ercilia, Matilde y María Mercedes Lever Cáceres, hijas del industrial Ricardo Lever, el 9 de junio de 1916, ante el notario Julio Rivera Blin por $ 280.000 pesos. El predio sumaba originalmente una superficie de unos 6.800 metros cuadrados en una de las esquinas de las actuales calles Álvares y Villanelo, llegando al cordón de cerros, y tenía dos antiguas edificaciones construidas por Juan Livingston que fueron el domicilio de la familia Lever desde 1880. Werner demolió y a fines de 1916 empezó a construir la actual casona conocida hoy como Casa de Italia. Cuando falleció en 1926, la casa fue transferida a su sucesión y luego adjudicada por su viuda Selma Schönberg. Ella vendió una parte de terreno en los cerros en 1934. Su sucesión transfirió después de 1948 el resto de la propiedad con la casona al empresario Constantino Mustakis. En 1966 fue finalmente vendida a un grupo de inmigrantes italianos, con el fin de servir de punto de encuentro de la colectividad.
La primera organización de la colectividad italiana en Viña llegó con la creación del Club Italiano en 1912, que se instaló en calle Valparaíso. En 1933 se trasladaron a un inmueble de calle Viana, en donde se agruparon diversas instituciones, incluida la Scuola Italiana. En los años 1950 la colectividad vendió el edificio de calle Viana y la edificación donde funcionaba el club italiano de Valparaíso, para adquirir la propiedad de Mustakis, que dio origen a la Casa de Italia.
En la Casa de Italia funcionaron diversas instituciones deportivas, el consulado italiano, el círculo de profesionales, sociedades culturales, y el Comité de italianos en el extranjero. En diciembre de 2016, el inmueble fue declarado Monumento Histórico, lo que se hizo efectivo tras la publicación del decreto respectivo en el Diario Oficial el 10 de junio de 2017.
A mediados de 2017, la Dirección de Obras Municipales aprobó la demolición del recinto para la construcción de dos edificios, tras lo cual se anunciaron acciones judiciales. La alcaldesa Virginia Reginato señaló que buscará que se deje sin efecto el permiso de demolición.
El 8 de diciembre de 2019 fue afectada por un incendio, siendo totalmente destruido su segundo piso. El autor del incendio fue condenado a 12 años de presidio por el Tribunal Oral de Viña del Mar.
En octubre de 2023 la propiedad fue adquirida por la Pontificia Universidad Católica de Valparaíso.